# Triuris hyalina
Triuris hyalina är en enhjärtbladig växtart som beskrevs av John Miers. Triuris hyalina ingår i släktet Triuris och familjen Triuridaceae. Inga underarter finns listade.